# Velîka Mîhailivka
Grosu (în ucraineană Велика Михайлівка, transliterat Velîka Mîhailivka), anterior Grosulova (în ucraineană Гросулово), este o așezare de tip urban și reședință a raionului Rozdilna din regiunea Odesa, Ucraina. În afara localității principale, nu cuprinde și alte sate.
Localitatea, așezată pe malurile râului Cuciurgan, este atestată documentar începând cu anul 1797, ca moșie a unui latifundiar moldovean pe numele Grosul. Ea a purtat până în anul 1945 denumirea Grosulovo, fiind ulterior redenumită Velîka Mîhailivka.

## Demografie
Conform recensământului sovietic din anul 1939, populația localității era de 1.259 locuitori, dintre care 605 (48,05%) ucraineni, 522 (41,46%) evrei, 87 (6,91%) ruși și 16 (1,27%) moldoveni (români).
Componența lingvistică a așezării de tip urban Velîka Mîhailivka
     Ucraineană (94,38%)
     Rusă (4,49%)
     Alte limbi (0,62%)
Conform recensământului din 2001, majoritatea populației așezării de tip urban Velîka Mîhailivka era vorbitoare de ucraineană (94,38%), existând în minoritate și vorbitori de rusă (4,49%).